# Reichstagswahlkreis Großherzogtum Mecklenburg-Schwerin 3

Die Wahlkreisaufteilung des Deutschen Reichs.

Der Reichstagswahlkreis Großherzogtum Mecklenburg-Schwerin 3 (in der reichsweiten Durchnummerierung auch Reichstagswahlkreis 350; auch Reichstagswahlkreis Parchim-Ludwigslust genannt) war der dritte Reichstagswahlkreis für das Großherzogtum Mecklenburg-Schwerin für die Reichstagswahlen im Deutschen Reich und im Norddeutschen Bund von 1867 bis 1918.

## Wahlkreiszuschnitt
Der Wahlkreis umfasste bei den Wahlen zum Reichstag des Norddeutschen Bundes: Die Domanial-Ämter Buckow, Gadebusch-Rehna, Grevesmühlen mit der Vogtei Plüschow, Mecklenburg-Redentin-Poel sowie die dazu gehörigen Güter. Hinzu kamen die ritterschaftlichen Ämter Boizenburg, Buckow, Crivitz, Gadebusch, Grabow, Grevesmühlen, Mecklenburg, Schwerin, Sternberg und Wittenburg, die Wißmarschen Landgüter Lehensruh, Wisch und Zarnekow und die Ortschaft Dassow.
Der Wahlkreis umfasste bei den Wahlen zum Reichstags des deutschen Kaiserreichs den Aushebungsbezirk Parchim ohne die Landgemeinden Dinnies und Klein-Pritz, den Aushebungsbezirk Ludwigslust ohne die Landgemeinden Klein-Krems, aus dem Aushebungsbezirk Schwerin die Landgemeinden Hof und Neu-Grabow, Kladrum, Hof und Dorf Groß-Niendorf, Runow und Zölkow, und aus dem Aushebungsbezirk Waren die Landgemeinden Adamshoffnung, Petersdorf, Lenz, Biestrorf, Linstow mit Hof Kieth, Kieth, Klein-Bübelein, Bornkrug mit Hinrichshof, Nossentin, Nossentiner Hütte, Silz, Walow und Woldzegarten.
Der Wahlkreis war im Kaiserreich eine Parteihochburg der linksliberalen Parteien.
| Jahr | Einwohner |
| ---- | --------- |
| 1890 | 93.339    |
| 1895 | 95.667    |
| 1900 | 96.816    |
| 1905 | 97.039    |
| 1910 | 97.933    |

|      | Landwirtschaft | Industrie und Gewerbe | Handel und Dienstleistungen |
| ---- | -------------- | --------------------- | --------------------------- |
| 1895 | 61,0           | 22,7                  | 16,3                        |
| 1907 | 56,6           | 24,6                  | 18,8                        |

|      | Evangelisch | Katholisch |
| ---- | ----------- | ---------- |
| 1890 | 99,0        | 0,6        |
| 1905 | 98,0        | 1,6        |
| 1910 | 97,0        | 2,5        |

## Abgeordnete
| Wahl                                        | Abgeordneter             | Partei                      | Bild |
| ------------------------------------------- | ------------------------ | --------------------------- | ---- |
| Reichstagswahl Februar 1867 bis August 1867 | Ludwig Georg von Oertzen | fraktionslos konservativ    | 0    |
| Reichstagswahl August 1867 bis 1871         | Adolf von Plessen        | KP                          | 0    |
| Reichstagswahl 1871 bis 1881                | Moritz Wiggers           | Deutsche Fortschrittspartei |      |
| Reichstagswahl 1881 bis 1887                | Hugo Hermes              | DFP                         | 0    |
| Reichstagswahl 1887 bis 1890                | Anton von Oertzen        | DKP                         | 0    |
| Reichstagswahl 1890 bis 1918                | Hermann Pachnicke        | DFP/FVP                     |      |

## Wahlen

### 1867 (Februar)
Es fanden zwei Wahlgänge statt. Die Zahl der abgegebenen Stimmen betrug in der Stichwahl 10.997, 422 Stimmen waren ungültig.
| Kandidat                 | Partei | Stimmen | in % | Anmerkungen |
| ------------------------ | ------ | ------- | ---- | ----------- |
| Ludwig Georg von Oertzen | Kons   | 5558    | 0    | 0           |
| Dr. Viereck              | NLP    | 5439    | 0    | 0           |

### 1867 (August)
Es fand nur ein Wahlgang statt. Die Zahl der abgegebenen Stimmen betrug 8856.
| Kandidat          | Partei | Stimmen | in % | Anmerkungen |
| ----------------- | ------ | ------- | ---- | ----------- |
| Adolf von Plessen | Kons   | 5453    | 0    | 0           |

### 1871
Es fanden zwei Wahlgänge statt. 18.247 Männer waren wahlberechtigt. Die Zahl der abgegebenen Stimmen betrug im ersten Wahlgang 11.454, 66 Stimmen waren ungültig. Die Wahlbeteiligung betrug 63,1 %.
| Kandidat       | Partei   | Stimmen | in % | Anmerkungen |
| -------------- | -------- | ------- | ---- | ----------- |
| Moritz Wiggers | F        | 4648    | 0    | 0           |
| von Wickede    | Kons     | 3315    | 0    | 0           |
| Dr. Drechsler  | NLP      | 3420    | 0    | 0           |
| 0              | Sonstige | 71      | 0    | 0           |

Die Zahl der abgegebenen gültigen Stimmen betrug in der Stichwahl 11.765, 53 Stimmen waren ungültig.
| Kandidat       | Partei | Stimmen | in % | Anmerkungen |
| -------------- | ------ | ------- | ---- | ----------- |
| Moritz Wiggers | F      | 6016    | 0    | 0           |
| Dr. Drechsler  | NLP    | 5749    | 0    | 0           |

### 1874
Es fand ein Wahlgang statt. 18.608 Männer waren wahlberechtigt. Die Zahl der abgegebenen Stimmen betrug 12.010, 64 Stimmen waren ungültig. Die Wahlbeteiligung betrug 64,4 %.
| Kandidat       | Partei   | Stimmen | in % | Anmerkungen |
| -------------- | -------- | ------- | ---- | ----------- |
| Moritz Wiggers | F        | 8336    | 0    | 0           |
| von Wickede    | Kons     | 3642    | 0    | 0           |
| 0              | Sonstige | 32      | 0    | 0           |

### 1877
Es fand ein Wahlgang statt. 19.507 Männer waren wahlberechtigt. Die Zahl der abgegebenen Stimmen betrug 14.154, 61 Stimmen waren ungültig. Die Wahlbeteiligung betrug 72,9 %.
| Kandidat       | Partei   | Stimmen | in % | Anmerkungen           |
| -------------- | -------- | ------- | ---- | --------------------- |
| Moritz Wiggers | F        | 10.093  | 0    | 0                     |
| Ludwig Karrig  | Kons     | 3892    | 0    | Justizrat aus Rostock |
| C. Finn        | S        | 159     | 0    | 0                     |
| 0              | Sonstige | 32      | 0    | 0                     |

### 1878
Es fand ein Wahlgang statt. 20.354 Männer waren wahlberechtigt. Die Zahl der abgegebenen Stimmen betrug 12.112, 26 Stimmen waren ungültig. Die Wahlbeteiligung betrug 59,6 %.
| Kandidat       | Partei   | Stimmen | in % | Anmerkungen |
| -------------- | -------- | ------- | ---- | ----------- |
| Moritz Wiggers | F        | 7451    | 0    |             |
| Schalburg      | Kons     | 4645    | 0    | 0           |
| 0              | Sonstige | 14      | 0    | 0           |

### 1881
Es fanden zwei Wahlgänge statt. 19.578 Männer waren wahlberechtigt. Die Zahl der abgegebenen Stimmen betrug im ersten Wahlgang 11.182, 34 Stimmen waren ungültig. Die Wahlbeteiligung betrug 57,3 %.
| Kandidat                               | Partei   | Stimmen | in % | Anmerkungen            |
| -------------------------------------- | -------- | ------- | ---- | ---------------------- |
| Hugo Hermes                            | F        | 4938    | 0    | 0                      |
| Ernst Heinrich Ludwig Robert Schalburg | Kons     | 4613    | 0    | Gutsbesitzer, Herzberg |
| James Hobrecht                         | NLP      | 1625    | 0    | Baurat                 |
| 0                                      | Sonstige | 4       | 0    | 0                      |

Die Zahl der abgegebenen gültigen Stimmen betrug in der Stichwahl 14.385, 34 Stimmen waren ungültig. Die Wahlbeteiligung betrug 73,6 %.
| Kandidat    | Partei | Stimmen | in % | Anmerkungen            |
| ----------- | ------ | ------- | ---- | ---------------------- |
| Hugo Hermes | F      | 8852    | 0    | 0                      |
| Schalburg   | Kons   | 5533    | 0    | Gutsbesitzer, Herzberg |

### 1884
Es fand ein Wahlgang statt. 19.741 Männer waren wahlberechtigt. Die Zahl der abgegebenen gültigen Stimmen betrug 11.780, 49 Stimmen waren ungültig. Die Wahlbeteiligung betrug 59,9 %.
| Kandidat    | Partei   | Stimmen | in % | Anmerkungen            |
| ----------- | -------- | ------- | ---- | ---------------------- |
| Hugo Hermes | F        | 6507    | 0    | 0                      |
|             | Kons     | 5205    | 0    | Gutsbesitzer, Herzberg |
|             | SPD      | 50      | 0    | Baurat                 |
| 0           | Sonstige | 18      | 0    | 0                      |

### 1887
Es fanden zwei Wahlgänge statt. 20.618 Männer waren wahlberechtigt. Die Zahl der abgegebenen Stimmen betrug im ersten Wahlgang 16.584, 19 Stimmen waren ungültig. Die Wahlbeteiligung betrug 80,5 %.
| Kandidat          | Partei   | Stimmen | in % | Anmerkungen            |
| ----------------- | -------- | ------- | ---- | ---------------------- |
|                   | F        | 6902    | 0    | 0                      |
|                   | RB       | 1046    | 0    | 0                      |
| Anton von Oertzen | Kons     | 5340    | 0    | Gutsbesitzer, Herzberg |
|                   | NLP      | 3060    | 0    | 0                      |
|                   | SPD      | 228     | 0    | 0                      |
| 0                 | Sonstige | 8       | 0    | 0                      |

Die Zahl der abgegebenen gültigen Stimmen betrug in der Stichwahl 16.767, 73 Stimmen waren ungültig. Die Wahlbeteiligung betrug 81,7 %.
| Kandidat          | Partei | Stimmen | in % | Anmerkungen            |
| ----------------- | ------ | ------- | ---- | ---------------------- |
|                   | F      | 8075    | 0    | 0                      |
| Anton von Oertzen | Kons   | 8692    | 0    | Gutsbesitzer, Herzberg |

### 1890
Der neu gegründete Wahlverein der NLP unterstützte den konservativen Kandidaten.
Es fand ein Wahlgang statt. Die Zahl der Wahlberechtigten betrug 20.896. Die Zahl der abgegebenen gültigen Stimmen betrug 16.616, 42 Stimmen waren ungültig. Die Wahlbeteiligung belief sich auf 79,5 %.
| Kandidat          | Partei   | Stimmen | in %   | Anmerkungen        |
| ----------------- | -------- | ------- | ------ | ------------------ |
| Hermann Pachnicke | DFP      | 8749    | 52,8 % | 0                  |
| Anton von Oertzen | K        | 3287    | 19,8 % | 0                  |
| von Ploetz-Balow  | RP       | 1477    | 8,9 %  | Rittmeister, Balow |
| Theodor Schwartz  | SPD      | 3046    | 18,4 % | 0                  |
| 0                 | Sonstige | 15      | 0,1 %  | 0                  |

### 1893
Im Vorfeld der Wahl sprach sich die NLP für eine Unterstützung Pachnikes aus. Nachdem dieser sich aber gegen die Militärvorlage ausgesprochen hatte, änderte die NLP und unterstützte (wie auch der BdL) den konservativen Kandidaten aus en Reihen der Reichspartei.
Es fanden zwei Wahlgänge statt. Die Zahl der Wahlberechtigten betrug 21.096. Die Zahl der abgegebenen gültigen Stimmen betrug im ersten Wahlgang 15.481, 99 Stimmen waren ungültig. Die Wahlbeteiligung belief sich auf 73,4 %.
| Kandidat          | Partei   | Stimmen | in %   | Anmerkungen                     |
| ----------------- | -------- | ------- | ------ | ------------------------------- |
| Hermann Pachnicke | FVg      | 6164    | 40,1 % | 0                               |
| Anders            | RP       | 5819    | 37,8 % | Obersteuerinspektor in Schwerin |
| Rensch            | SPD      | 3362    | 21,9 % | Buchdrucker in Rostock          |
| 0                 | Sonstige | 37      | 0,2 %  | 0                               |

Die Zahl der abgegebenen gültigen Stimmen betrug in der Stichwahl 15.326, 41 Stimmen waren ungültig. Die Wahlbeteiligung belief sich auf 72,6 %.
| Kandidat          | Partei   | Stimmen | in %   | Anmerkungen |
| ----------------- | -------- | ------- | ------ | ----------- |
| Hermann Pachnicke | FVg      | 8699    | 56,9 % | 0           |
| Anders            | K        | 6586    | 43,1 % | 0           |
| 0                 | Sonstige | 37      | 0,2 %  | 0           |

### 1898
Erneut unterstützten BdL und NLP den konservativen Kandidaten.
Es fanden zwei Wahlgänge statt. Die Zahl der Wahlberechtigten betrug 22.135. Die Zahl der abgegebenen gültigen Stimmen betrug im ersten Wahlgang 15.978, 74 Stimmen waren ungültig. Die Wahlbeteiligung belief sich auf 72,2 %.
| Kandidat            | Partei   | Stimmen | in %   | Anmerkungen                         |
| ------------------- | -------- | ------- | ------ | ----------------------------------- |
| Hermann Pachnicke   | FVg      | 5689    | 35,8 % | 0                                   |
| Graf von Bernstorff | MRP      | 69      | 0,4 %  | Gutsbesitzer, Regierungsrat a. D.   |
| Pogge               | RP       | 4725    | 29,7 % | Gutsbesitzer, Blankenhof, Dammwolde |
| Berthold Grosse     | SPD      | 5391    | 33,9 % | 0                                   |
| 0                   | Sonstige | 30      | 0,2 %  | 0                                   |

Die Zahl der abgegebenen gültigen Stimmen betrug in der Stichwahl 15.585, 228 Stimmen waren ungültig. Die Wahlbeteiligung belief sich auf 70,4 %.
| Kandidat          | Partei | Stimmen | in %   | Anmerkungen |
| ----------------- | ------ | ------- | ------ | ----------- |
| Hermann Pachnicke | FVg    | 9256    | 60,3 % | 0           |
| Berthold Grosse   | SPD    | 6101    | 39,7 % | 0           |

### 1903
Bei der Reichstagswahl 1903 einigten sich die liberalen Parteien NLP, FVP und FVg auf die Unterstützung des Mandatsinhabers. Der BdL unterstützte den konservativen Kandidaten.
Es fanden zwei Wahlgänge statt. Die Zahl der Wahlberechtigten betrug 22.670. Die Zahl der abgegebenen gültigen Stimmen betrug im ersten Wahlgang 17.969, 57 Stimmen waren ungültig. Die Wahlbeteiligung belief sich auf 79,3 %.
| Kandidat          | Partei   | Stimmen | in %   | Anmerkungen                     |
| ----------------- | -------- | ------- | ------ | ------------------------------- |
| Hermann Pachnicke | FVg      | 5720    | 31,9 % | 0                               |
| Kratzenberg       | K        | 5218    | 29,1 % | Gutsbesitzer in Wendisch-Warnow |
| Oertzen           | MRP      | 54      | 0,3 %  | Geheimer Legationsrat in Leppin |
| Berthold Grosse   | SPD      | 6905    | 38,6 % | 0                               |
| 0                 | Sonstige | 30      | 0,1 %  | 0                               |

Die Zahl der abgegebenen gültigen Stimmen betrug in der Stichwahl 16.834, 132 Stimmen waren ungültig. Die Wahlbeteiligung belief sich auf 74,3 %.
| Kandidat          | Partei | Stimmen | in %   | Anmerkungen |
| ----------------- | ------ | ------- | ------ | ----------- |
| Hermann Pachnicke | FVg    | 9838    | 58,9 % | 0           |
| Berthold Grosse   | SPD    | 6864    | 41,1 % | 0           |

### 1907
Auch bei den Hottentottenwahlen standen sich die Liberalen und die Konservativen in gleicher Koalition wie bei den vorherigen Wahlen gegenüber.
Es fanden zwei Wahlgänge statt. Die Zahl der Wahlberechtigten betrug 22.700. Die Zahl der abgegebenen gültigen Stimmen betrug im ersten Wahlgang 19.454, 63 Stimmen waren ungültig. Die Wahlbeteiligung belief sich auf 85,7 %.
| Kandidat          | Partei   | Stimmen | in %   | Anmerkungen |
| ----------------- | -------- | ------- | ------ | ----------- |
| Hermann Pachnicke | FVg      | 6181    | 31,9 % | 0           |
| Heinrich Dade     | K        | 7438    | 38,4 % | 0           |
| Berthold Grosse   | SPD      | 5761    | 29,7 % | 0           |
| 0                 | Sonstige | 11      | 0,0 %  | 0           |

In der Stichwahl rief die SPD zur Wahl des freisinnigen Kandidaten auf.
Die Zahl der abgegebenen gültigen Stimmen betrug in der Stichwahl 19.158, 181 Stimmen waren ungültig. Die Wahlbeteiligung belief sich auf 84,4 %.
| Kandidat          | Partei | Stimmen | in %   | Anmerkungen |
| ----------------- | ------ | ------- | ------ | ----------- |
| Hermann Pachnicke | FVg    | 10.315  | 54,4 % | 0           |
| Heinrich Dade     | K      | 8662    | 45,6 % | 0           |

### 1912
Die Koalitionen entsprachen denen der letzten beiden Wahlen.
Es fanden zwei Wahlgänge statt. Die Zahl der Wahlberechtigten betrug 23.259. Die Zahl der abgegebenen gültigen Stimmen betrug im ersten Wahlgang 20.553, 72 Stimmen waren ungültig. Die Wahlbeteiligung belief sich auf 88,4 %.
| Kandidat          | Partei   | Stimmen | in %   | Anmerkungen |
| ----------------- | -------- | ------- | ------ | ----------- |
| Hermann Pachnicke | FoVP     | 6722    | 32,8 % | 0           |
| Heinrich Dade     | K        | 7114    | 34,7 % | 0           |
| Berthold Grosse   | SPD      | 6631    | 32,4 % | 0           |
| 0                 | Sonstige | 8       | 0,1 %  | 0           |

Die Zahl der abgegebenen gültigen Stimmen betrug in der Stichwahl 19.741, 251 Stimmen waren ungültig. Die Wahlbeteiligung belief sich auf 84,9 %.
| Kandidat          | Partei | Stimmen | in %   | Anmerkungen |
| ----------------- | ------ | ------- | ------ | ----------- |
| Hermann Pachnicke | FoVP   | 11.287  | 57,9 % | 0           |
| Heinrich Dade     | K      | 8203    | 42,1 % | 0           |